# Fericit cel care ca Ulise...
Fericit cel care ca Ulise...  (titlul original: în franceză Heureux qui comme Ulysse...) este un film de comedie- dramă francez, realizat în 1969 de regizorul Henri Colpi, după romanul The Homecoming (1964) al scriitoarei Marlena Frick, protagoniști fiind actorii Fernandel, Rellys, Évelyne Séléna și Mireille Audibert. 

## Conținut
Antonin este muncitor agricol într-un mic sat din Provența. Într-o zi, șeful său îi cere să-l conducă pe Ulise, un cal de lucru de 28 de ani, la Arles pentru a-l preda unui picador care îl va folosi la coride.
Antonin ar dori să-și răscumpere vechiul tovarăș pentru a-l salva de o moarte cumplită, dar nu are banii necesari. Așa că decide să-l ducă pe Ulise până la Camargue, astfel încât să-și poată încheia viața în pace. Dar în timpul călătoriei, o întâlnire neașteptată îl împiedică să ducă la capăt acest lucru.
Ajuns în cele din urmă la arena din Arles, Antonin este martor la realitatea dură a coridelor de acolo: un cal este luat de un taur de luptă în coarne. Neputând să accepte să-l lase pe Ulise să moară în acest fel, Antonin îl ia înapoi și fuge în Parcul Național Camargue pentru a-l lăsa în libertate pe bătrânul său „tovarăș” de muncă.

## Distribuție
- Fernandel – Antonin, fermier

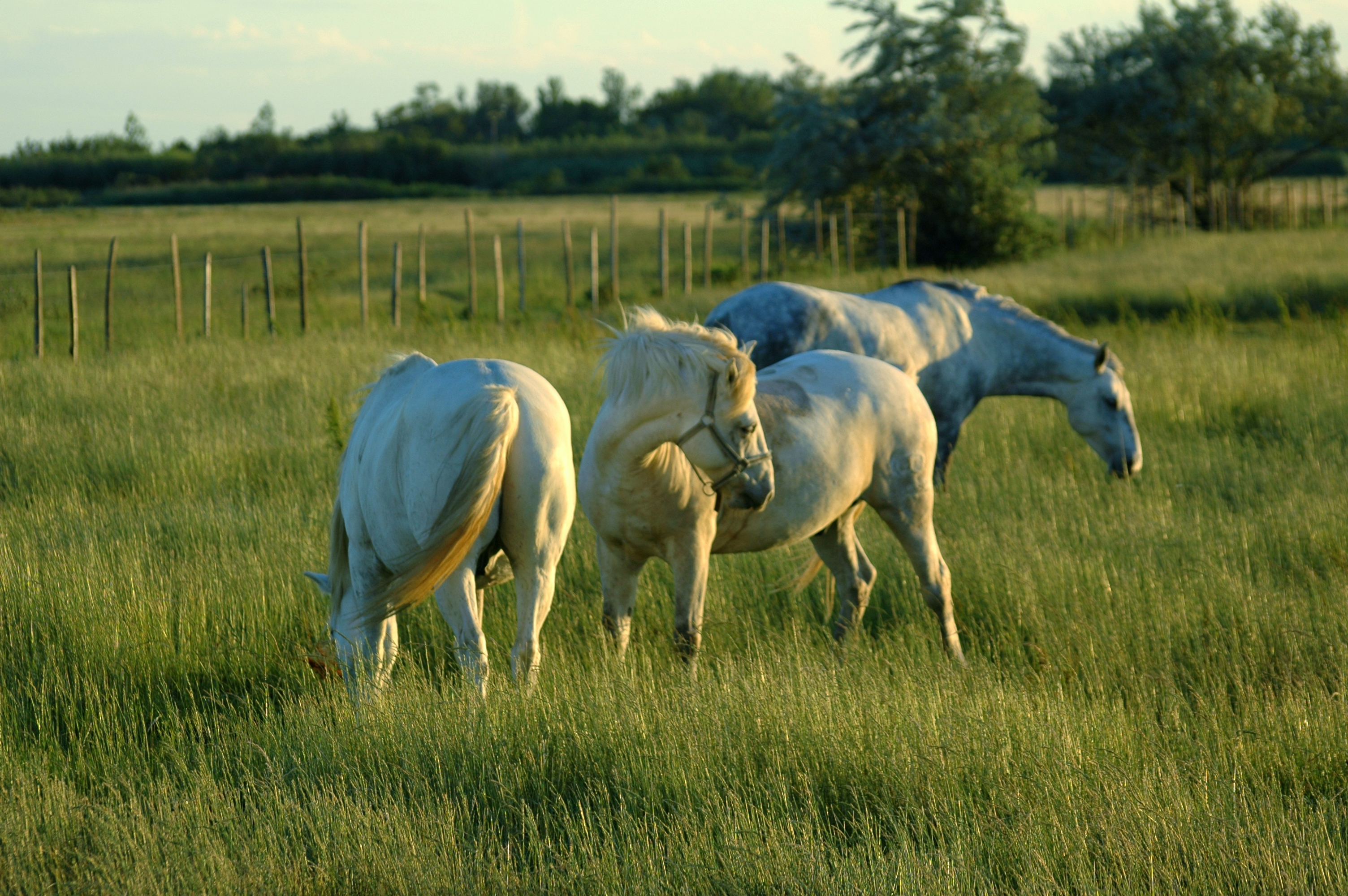
Cai pe o pășune în Parcul Național Camarg

- Rellys – Marcellin, prietenul lui Antonin
- Évelyne Séléna – Ginette, fiica lui Marcellin
- Mireille Audibert – Juliette, fata tânără
- Jean Sagols – Hector, mecanicul îndrăgostit de Juliette
- Max Amyl – Pascal, fermierul
- Gilberte Rivet – soția lui Pascal
- Edmond Ardisson – jucătorul de boules din Cavaillon
- Lucien Barjon – Firmin, fierarul
- Hélène Tossy – Mathilde, soția lui Firmin
- Armand Meffre – Maurice, chelnerul din bistrou
- Marcel Charvey – Léon, un chelner din bistrou
- Eugène Yvernès – poștașul
- Pierre Mirat – automobilistul cu mașina veche
- Werner Schwier – automobilistul englez
- Gérard Croce – chelnerul de cafenea din Cavaillon
- Pierre Agil – un jucător de boule din Cavaillon
- Henri Tisot – jandarmul la intersecția Plan-d'Orgon
- Jean Franval – Petit-Jean, picadorul
- Guy Verda – Alphonse, manadierul, fiul lui Petit-Jean
- Marc-Antoine Romero – toreadorul
- Alex Kinoo – gardianul de la arenă
- Ginette Tacchella – șoferița decapotabilei (nemenționat)

## Melodii din film
- Cântecul Heureux qui comme Ulysse, text de Henri Colpi, muzica de Georges Delerue, este interpretat de Georges Brassens.